# Сомик Анатолій Іванович
Сомик Анатолій Іванович (18 червня 1974) — український актор театру і кіно.

## Творча діяльність
1998 року закінчив Київський державний інститут театрального мистецтва ім. Карпенка-Карого.
1998-2000 — актор «Українського малого драматичного театру».
2000-2008 — актор ТЮГу на Липках.
З 2008 року працює у Молодому театрі міста Києва.

## Участі у виставах
- ПОТОП,  Ґеннінґ Бергер, реж. Валентина Єременко, — Ґіґґінс
- ЗАЧАРОВАНИЙ, за п'єсою Івана Карпенка-Карого «Безталанна», реж. Андрій Білоус — перший староста
- ПРИНЦЕСА ЛЕБІДЬ, лібрето І. Пелюк, реж. І. Пелюк — Мсьє Корт
- ЛЮБОВЛЮДЕЙ, Дмитро Богославський, реж. С. Жирков — Серьожа
- LA BESTIA E LA VIRTU (Звір і Доброчесність), Луїджі Піранделло, переклад Володимира Чайковського, реж. Т. Криворученко — Тото Пулейло
- АФІНСЬКІ ВЕЧОРИ, Петро Гладилін, переклад Віктора Гриневича, реж. І. Славинський — Антон
- ЛЮДИНА І ВІЧНІСТЬ, Андрій Курейчик, реж. Т. Криворученко — Продюсер
- КВАРТЕТ ДЛЯ ДВОХ, Анатолій Крим, реж. А. Петров — Вадим
- САТИСФАКЦІЯ, сценічна версія Станіслава Мойсеєва, оригінальний переклад А. Бондаря, реж. С. Мойсеєв — Дож Венеції
- ПРИМХЛИВЕ КОХАННЯ ДРОЗДОБОРОДА, Богдан Стельмах за казкою братів Гриммів, реж. Ю. Маслак — Міністр
- ТОРЧАЛОВ, Микита Воронов, переклад Олександра Муратова, реж. В. Легін — Євген Семенович Кушка
- ГОЛУБКА, Жан Ануй, переклад Анатоля Перепаді, реж. А. Бакіров — перукар
- НАЙМИЧКА, Іван Карпенко-Карий, реж. Л. Семирозуменко — Пилип
- СІМ БАЖАНЬ ЗЕРБІНО, Володимир Глейзер, переклад Неди Неждани, реж. М. Яремків — Маркіз Каратіс, 3-й Жандарм
- ЛЮБОФФ! , Меррей Шизгал переклад Олени Катаєвої, реж. Т. Криворученко — Гаррі Берлін
- СВАТАННЯ НА ГОНЧАРІВЦІ, Григорій Квітка-Основ'яненко, реж. М. Яремків – Охрім
- «Король Дроздобород» (Юнкер Печалінгер)
- «Лускунчик»
- «Різдвяна ніч» (Колядник)
- «Ніч на полонині» (Молодий Чорт)
- «Пригоди Тома Соєра» (Обірванець, лікар Робінсон)
- «Камера обскура» (Горн)
- «Міщанин-шляхтич» (Пастух)
- «Лис Микита» (Півень)
- «Чарівна Пеппі» (Африканець)
- «Снігова королева» (Ворон, розбійник, троль)
- «Ромео і Джульєтта» (Городянин)
- «Ляльковий дім» (Доктор Ранк)
- «Вовки та…» (Чугунов)
- «Чайка» (Дорн)
- «Лісова пісня» (Той, що греблі рве)
- «Добрий Хортон» (Хортон)
- «Закохана витівниця» (Дорістео)
- «Кицин дім» (Півник)
- «Принц і принцеса» (Камергер Блазень)
- «Вождь червоношкірих» (Сем)
- «Ігри вночі» (Силін)
- «Театр для трьох» (коханець)
- "Зілля" Ольги Кобилянської, реж. Олександра Меркулова - Андронаті

## Фільмографія
- 2015 — «Как закалялся стайл-2» (Іванов, адвокат)
- 2015 — «Останній яничар» (Мурад)
- 2014 — «Узнай меня, если сможешь» (епізод)
- 2014 — «Скорая помощь» (Геннадій, батько Міті, 9-та серія)
- 2014 — «Верни мою любовь» (бізнесмен)
- 2014 — «Брат за брата-3» (Павел Воронцов, бізнесмен)
- 2013—2014 — «Сашка» (Реваз)
- 2013 — «Женский доктор — 2» (Сергій Сербін): «Подарок для дочери. 36-я серия»
- 2012—2013 — «Свати-6» (епізод: викладач в університеті, 13-та серія)
- 2012 — «Брат за брата — 2» (поліціянт)
- 2011—2012 — «Я прийду сама» (епізод)
- 2011 — Лють (Україна, Росія) (черговий)
- 2011 — Позаштатний працівник | Фільм № 5
- 2011 — Картина мелом (Україна) :: (Амір Фахрутдинов)
- 2011 — Відлуння дев'яностих | Фильм № 3
- 2009 — Зовсім інше життя (Україна) :: (епізод)
- 2008 — Чорна сукня (Україна) :: (Моряк)
- 2008 — Рідні люди (Україна) :: (Гурген, хазяїн ресторану)
- 2008 — Начать сначала. Марта (Росія, Україна) :: (епізод)
- 2007 — Чужі таємниці (Україна) :: (Руслан)
- 2007 — Серцю не накажеш (Україна) :: (епізод)
- 2007 — Надія як свідчення життя (Україна) :: (епізод)
- 2006 — Все включено (Росія, Україна) :: (Ізмаїл)
- 2005 — Повернення Мухтара-2 :: (заступник Семена)
- 2005 — Особливі прикмети | 40 серія
- 2004 — Торгаші (Україна) :: (епізод)
- 2004 — Русское лекарство :: (епізод)
- 2002 — Бабин Яр (Україна) :: (епізод)